# Caroline Divines

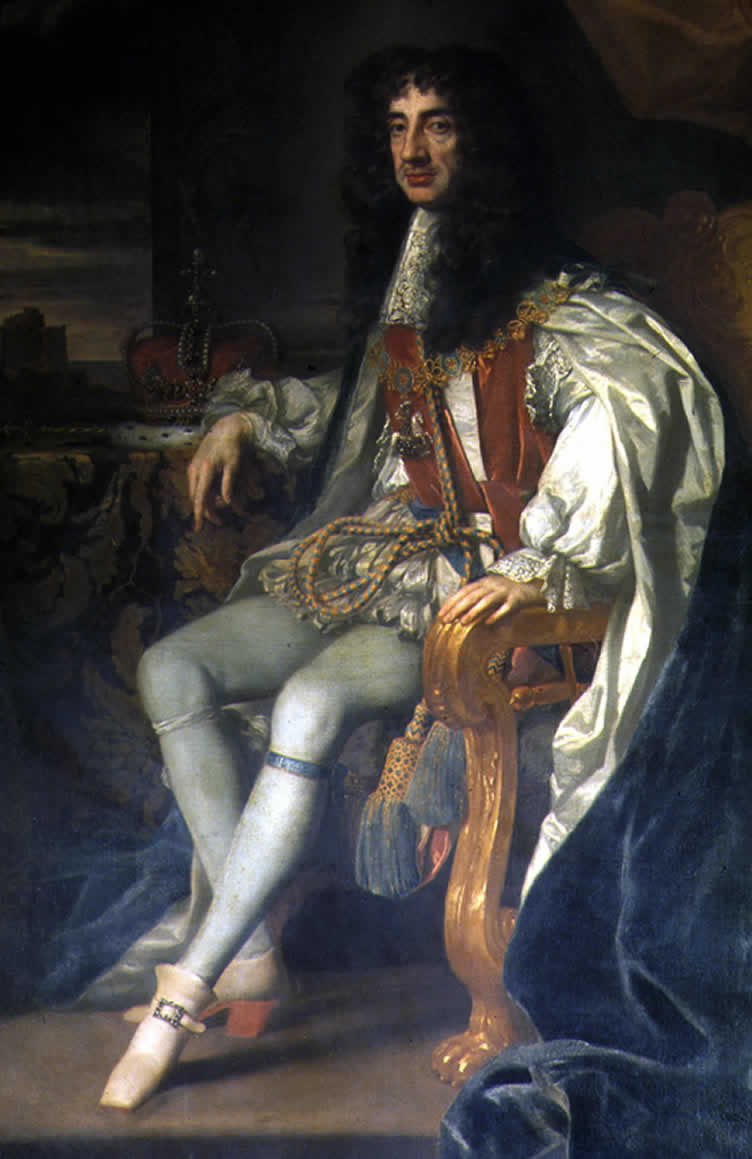
Charles II of England

I Caroline Divines erano teologi e scrittori influenti nella Chiesa Anglicana vissuti durante i regni di Carlo I e, dopo la Restaurazione, Carlo II.
Non esiste un elenco ufficiale dei teologi del periodo dei Caroline Divines; essi sono classificati sulla base dell'epoca in cui vissero; provenivano dall'Inghilterra, dall'Irlanda, dalla Scozia e dal Galles.
Tuttavia, fra queste quattro nazioni, è il Caroline d'Inghilterra ad essere comunemente considerato come il maggior contributore nell'età d'oro della cultura anglicana e della scrittura devozionale, nonostante il turbamento socio-culturale della guerra civile, del regicidio e del dominio militare di Oliver Cromwell. 
È importante sottolineare che il termine divino non è circoscritto ai santi canonizzati né a personalità anglicane, ma è usato per molti scrittori e pensatori della chiesa cristiana nella sua visione più ampia.

## Teologia e prospettive
Il corpus prodotto dai teologi Caroline è vario. Ciò che hanno in comune è un impegno per la fede così come è trasmessa dalla Scrittura e dal Book of Common Prayer (Libro della Preghiera comune), quindi riguardo alla preghiera e alla teologia il pensiero è simile a quello dei Padri apostolici e ad altri scrittori cristiani successivi. 
Nel complesso, i teologi Caroline considerano la Via media dell'anglicanesimo non come un compromesso ma "una posizione positiva, testimoniando l'universalità di Dio e del suo Regno operanti attraverso la fallibile e terrena ecclesia Anglicana".
Questi teologi consideravano autorevole la Scrittura in materia di salvezza, sebbene attingessero anche alla tradizione e alla ragione, la prima con particolare riferimento ai Padri della Chiesa e la seconda sotto forma di logica deduttiva. Politicamente i teologi Caroline erano monarchici ma con una preferenza per la monarchia costituzionale piuttosto che assolutista.
La loro realizzazione di celebrazioni liturgiche ricercate e l'apprezzamento della bellezza estetica nell'arte e nell'architettura ecclesiastica era oggetto di critica da parte dei loro oppositori puritani. Questa ricerca del bello, tuttavia, non era solo parte integrante della loro spiritualità, ma era considerata dai teologi come una lotta contro il richiamo del Cattolicesimo Romano. Piuttosto che affrontare una scelta tra un austero puritanesimo o un elaborato cerimoniale romano, i teologi Caroline hanno presentato ai loro compatrioti una via media in cui potevano rimanere all'interno della chiesa istituzionale ma anche partecipare ad antiche espressioni religiose.

## Esponenti famosi
All'interno della tradizione anglicana, ci sono stati alcuni scrittori teologi le cui opere sono state considerate dei modelli per la fede, la dottrina, e la spiritualità. Questi teologi sono spesso commemorati nelle feste minori della Chiesa e le loro opere sono spesso riprese da pubblicazioni antologiche.. Tra i Caroline Divines del XVII secolo, le figure di spicco sono:
- Carlo I d'Inghilterra
- Lancelot Andrewes
- John Cosin
- Thomas Ken
- William Laud
- Thomas Sprat
- Jeremy Taylor
- Herbert Thorndike